# Жаназар батыр
Жаназар батыр (каз. Жаназар батыр, до 2018 г. — Бирлестик) — село в Чиилийском районе Кызылординской области Казахстана. Входит в состав Сулутюбинского сельского округа. Находится примерно в 78 км к северо-западу от районного центра, села Шиели. Код КАТО — 435257300.

## Население
В 1999 году население села составляло 667 человек (340 мужчин и 327 женщин). По данным переписи 2009 года, в селе проживали 293 человека (145 мужчин и 148 женщин).